# Thea Einöder
Thea Einöder (n. 8 iunie 1951, Regensburg, Germania) este o canotoare ce a reprezentat Germania, medaliată olimpică. A participat la o ediție a Jocurilor Olimpice (1976) în care a câștigat o medalie de bronz.

## Participări
Lista de mai jos prezintă principalele competiții la care a participat Thea Einöder de-a lungul carierei.
- rowing at the 1976 Summer Olympics – women's coxless pair[*][3]